# Resolució 107 del Consell de Seguretat de les Nacions Unides
La Resolució 107 del Consell de Seguretat de les Nacions Unides, aprovada per unanimitat el 30 de març de 1955 després d'un informe del Cap de Gabinet de l'Organisme de les Nacions Unides per la Vigilància de la Treva a Palestina, el Consell va convidar els governs d'Egipte i Israel a cooperar amb el cap d'Estat Major pel que fa a la seva proposta.
La resolució va ser aprovada per unanimitat pels membres del Consell.